# Robert Sobels
Robert Sobels (Lisse, 13 november 1915 – Amsterdam, 23 januari 1991) was een Nederlands acteur en voordrachtskunstenaar.
Na zijn opleiding aan het Stedelijk Gymnasium Leiden vertrok Sobels naar Wenen waar hij een toneelopleiding volgde aan het Reinhardt Seminar. In Oostenrijk werkte hij in verschillende theaters en was hij medeoprichter van de avant-garde groep Theater der 49. In 1936 keerde hij terug naar Nederland waar hij zijn toneelloopbaan voortzette bij de Nederlandsche Tooneelgroep. Van 1938 tot 1946 verbleef Sobels in Frankrijk waar hij voordrachten hield en meewerkte aan enkele films. Vanaf 1947 was hij vooral actief op het gebied van hoorspelen. Daarnaast speelde hij in verschillende televisieseries en films. Sobels was getrouwd met Bertl Eisenberg, Tineke van Leer en Diny de Neef.

## Filmografie
| Jaar | Programma                       | Rol                       | Opmerking      |
| ---- | ------------------------------- | ------------------------- | -------------- |
| 1959 | Ratten in de val                |                           | Televisiefilm  |
| 1960 | ...tenzij anders voorgeschreven |                           | Televisiefilm  |
| 1960 | Arsenicum en oude kant          | Inspecteur Rooney         | Televisiefilm  |
| 1960 | De huzaren                      | Ritmeester                | Televisiefilm  |
| 1960 | De wachters bij het graf        | Octavianus Spero          | Televisiefilm  |
| 1961 | Piano te koop                   | Meneer Knaak              | Televisiefilm  |
| 1962 | De overval                      | Verzetsleider Halbertsma  | Film           |
| 1962 | Lijmen                          | Deurwaarder Kamp          | Televisiefilm  |
| 1963 | De vergeten medeminnaar         | Inspecteur Overveen       | Film           |
| 1963 | Herrie om Harrie                | Mr. Bishop/Evergreen      | Televisieserie |
| 1963 | Het grote begin                 | Pilatus                   | Televisiefilm  |
| 1963 | Zingend in de wildernis         | Barman                    | Televisiefilm  |
| 1966 | De zaak Sacco en Vanzetti       | Inspecteur                | Televisiefilm  |
| 1966 | Ja zuster, nee zuster           | Professor de Geitemelker  | Televisieserie |
| 1968 | Kaas                            | Grossier Horrenstra       | Televisiefilm  |
| 1970 | De rare vogels                  | Portier asiel             | Televisieserie |
| 1973 | Turks Fruit                     |                           | Film           |
| 1975 | Esther                          | Inspecteur Staatstoezicht | Televisiefilm  |
| 1980 | De beslagen spiegel             |                           | Televisieserie |
| 1981 | De Lemmings                     | Geurtsen                  | Televisieserie |
| 1981 | Mata Hari                       | Goubet                    | Televisieserie |
| 1982 | De Fabriek                      | Willem de Portier         | Televisieserie |
| 1982 | Man alleen                      |                           | Televisieserie |
| 1983 | Een zaak van leven of dood      | Ramakers                  | Film           |
| 1983 | Schakels                        |                           | Televisiefilm  |
| 1983 | Transport                       | Arts                      | Televisieserie |
| 1985 | De Poppenkraam                  | Officier                  | Televisieserie |
| 1985 | Het dagboek van Anne Frank      | Meneer Dussel             | Televisiefilm  |
| 1989 | Simon Winner                    |                           | Televisiefilm  |
| 1990 | Gabriel's Surprise              |                           | Kortfilm       |